# GZG Hardenberg
HC GZG Hardenberg (Hockeyclub Geel-Zwart-Groen Hardenberg) is een Nederlandse hockeyclub uit de Overijsselse plaats Hardenberg.
De club werd opgericht op 5 juni 1973 en speelt op Sportpark De Boshoek. Daar beschikt de club sinds 1982 over een eigen clubhuis, `t Hockey Hokkie, De Boshoek 8. De club speelt veldhockey en zaalhockey en beschikt sinds 1998 over een eigen kunstgrasveld. Het eerste herenteam komt in het seizoen 2018/19 uit in de Derde klasse van de KNHB.